# Evangelische Kirche (Niederlinxweiler)

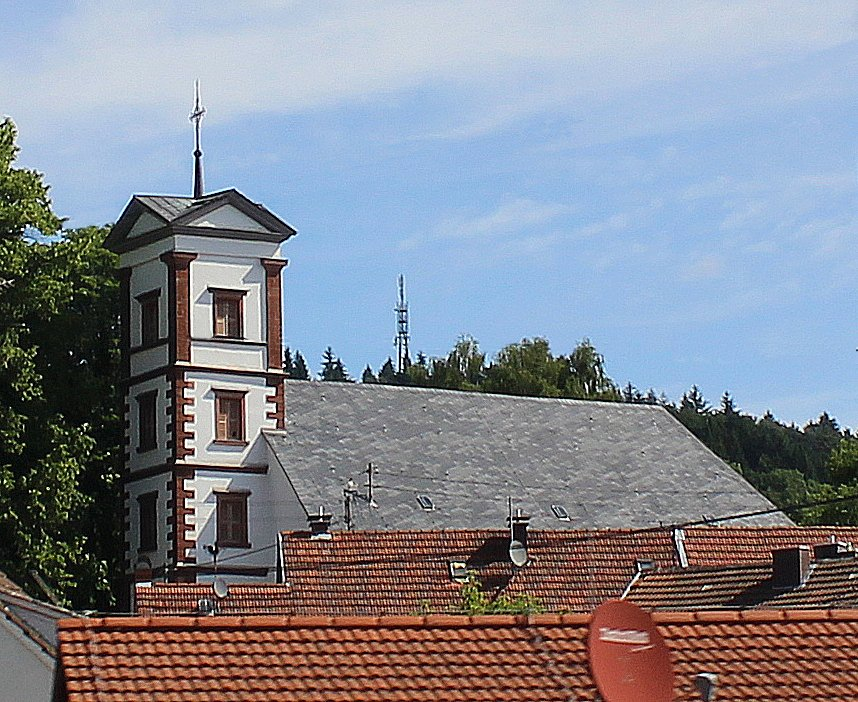
Die evangelische Kirche in Niederlinxweiler

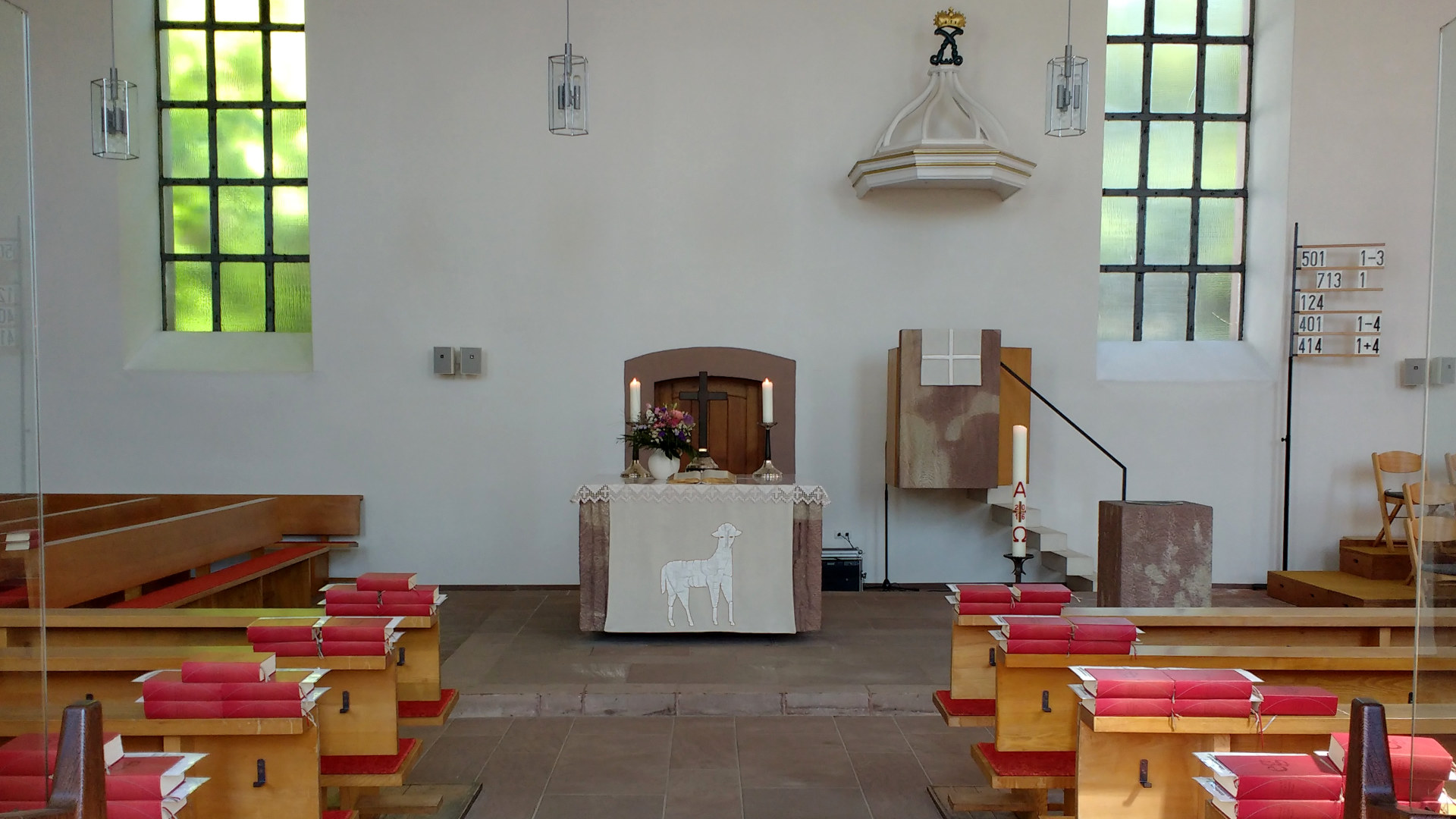
Blick ins Innere der Kirche

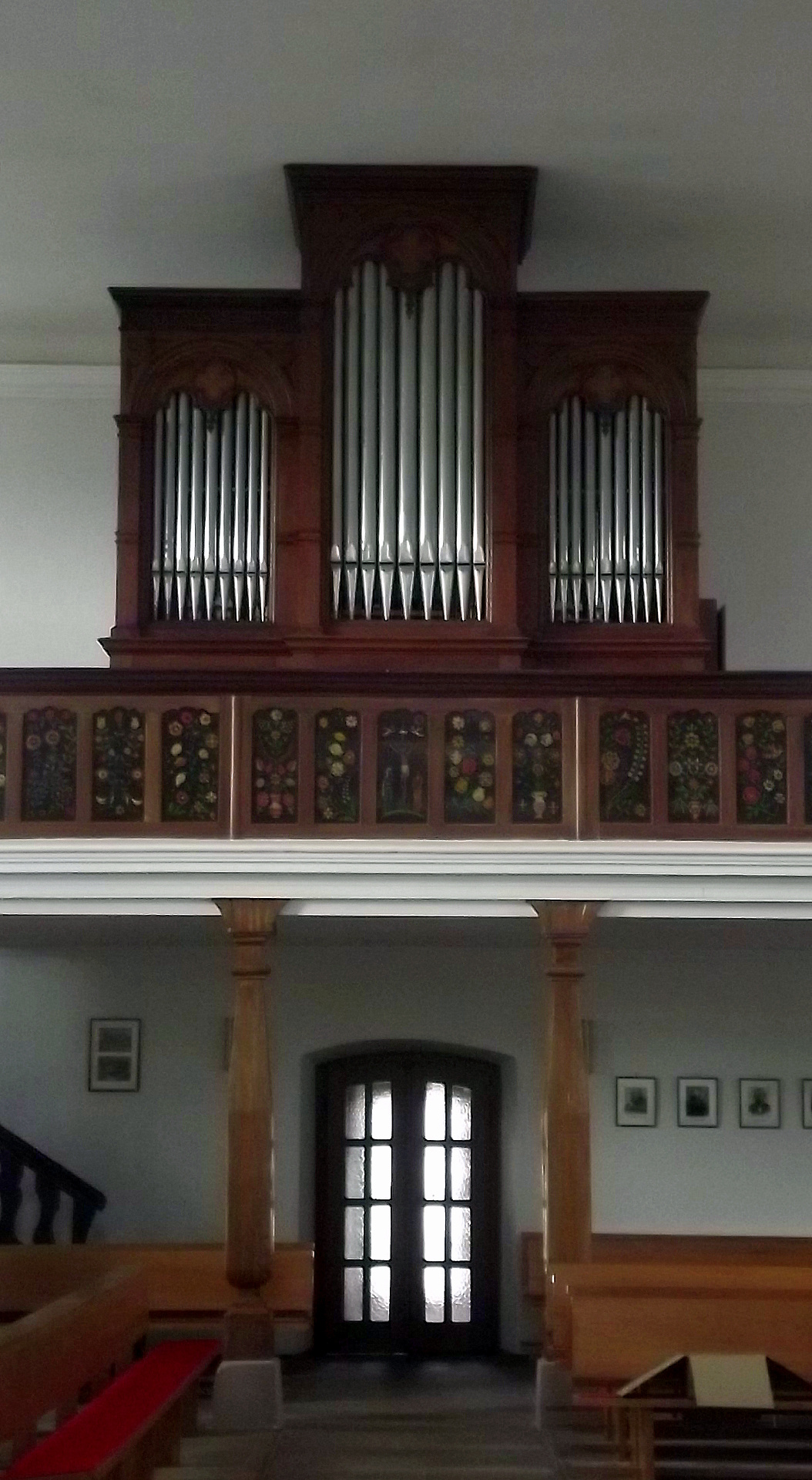
Orgelprospekt

Die Evangelische Kirche Niederlinxweiler ist eine Kirche der Evangelischen Kirchengemeinde im saarländischen Niederlinxweiler, einem Stadtteil der Kreisstadt St. Wendel. Die Kirchengemeinde ist dem Kirchenkreis Saar-Ost der Evangelischen Kirche im Rheinland zugeordnet. In der Denkmalliste des Saarlandes ist die Kirche als Einzeldenkmal aufgeführt.

## Geschichte
Erbaut wurde die Kirche im Jahr 1775 nach Plänen des Architekten Johann Friedrich Stengel. Bestätigt wird dies durch eine Inschrift, die in einem Stein über dem Hauptportal der Kirche eingemeißelt ist. Notwendig war der Bau der Kirche geworden, weil der Vorgängerbau, errichtet wahrscheinlich um das Jahr 1439, zu klein und teilweise baufällig geworden war.
In den Jahren 1830 bis 1831 wurde die Kirche um einen Turm erweitert, für dessen Entwurf Johann Martin Fladt verantwortlich zeichnete.

## Kirchengebäude
Bei dem Kirchengebäude handelt es sich um einen Saalbau mit Ecklisenen und großen Rechteckfenstern. Der später im klassizistischen Stil ergänzte Turm hat im obersten Turmgeschoss vier Eckpilaster und vier Dreiecksgiebel.
Zur Ausstattung der Kirche gehören zwei Fenster, die der ungarisch-deutsche Architekt und Kirchenfenstermaler György Lehoczky im Jahr 1953 entworfen hat. Sie tragen die Titel „Der arme Mensch“ und „Der reiche Mensch“.

## Orgel
Die Orgel der Kirche wurde 1886 von den Orgelbauern Friedrich und Karl Stumm  (Rhaunensulzbach/Hunsrück) erbaut. In Folge einer Umbaumaßnahme erhielt das Instrument einen neuen Spieltisch. Die Orgel verfügt über 15 Register, verteilt auf ein Manual und Pedal. Das Manual ist in einigen Registern geteilt (Bass: C-h, Diskant: c1-g3) – siehe die Disposition. Die Spieltraktur ist mechanisch, die Registertraktur elektromechanisch. Die Disposition lautet wie folgt:
| I Hauptwerk C–g3 |                     |
|                  | Principal 8′        |
|                  | Gedackt 8′ B/D      |
|                  | Quintade 8′ B       |
|                  | Salicional 8′ D     |
|                  | Flaut travers 8′ D  |
|                  | Octave 4′           |
|                  | Gedacktflöte 4′ B/D |
|                  | Quinte 3′           |
|                  | Superoctave 2′      |
|                  | Sesquialter II B    |
|                  | Carillon III D      |
|                  | Mixtur V            |
|                  | Trompete 8′ B/D     |

| Pedal C–f1 |              |
|            | Subbass 16′  |
|            | Octavbass 8′ |
|            | Octave 4′    |
|            | Posaune 16′  |

- Koppeln: I/P
- Spielhilfen: 32 Setzerkombinationen, Plenum, Tutti, Tremulant (Regulierbar in Stärke und Tempo)